# Nordtirol
Nordtirol ist der nördliche Teil der Region Tirol und der größere Landesteil des heutigen österreichischen Bundeslandes Tirol.

## Geschichte

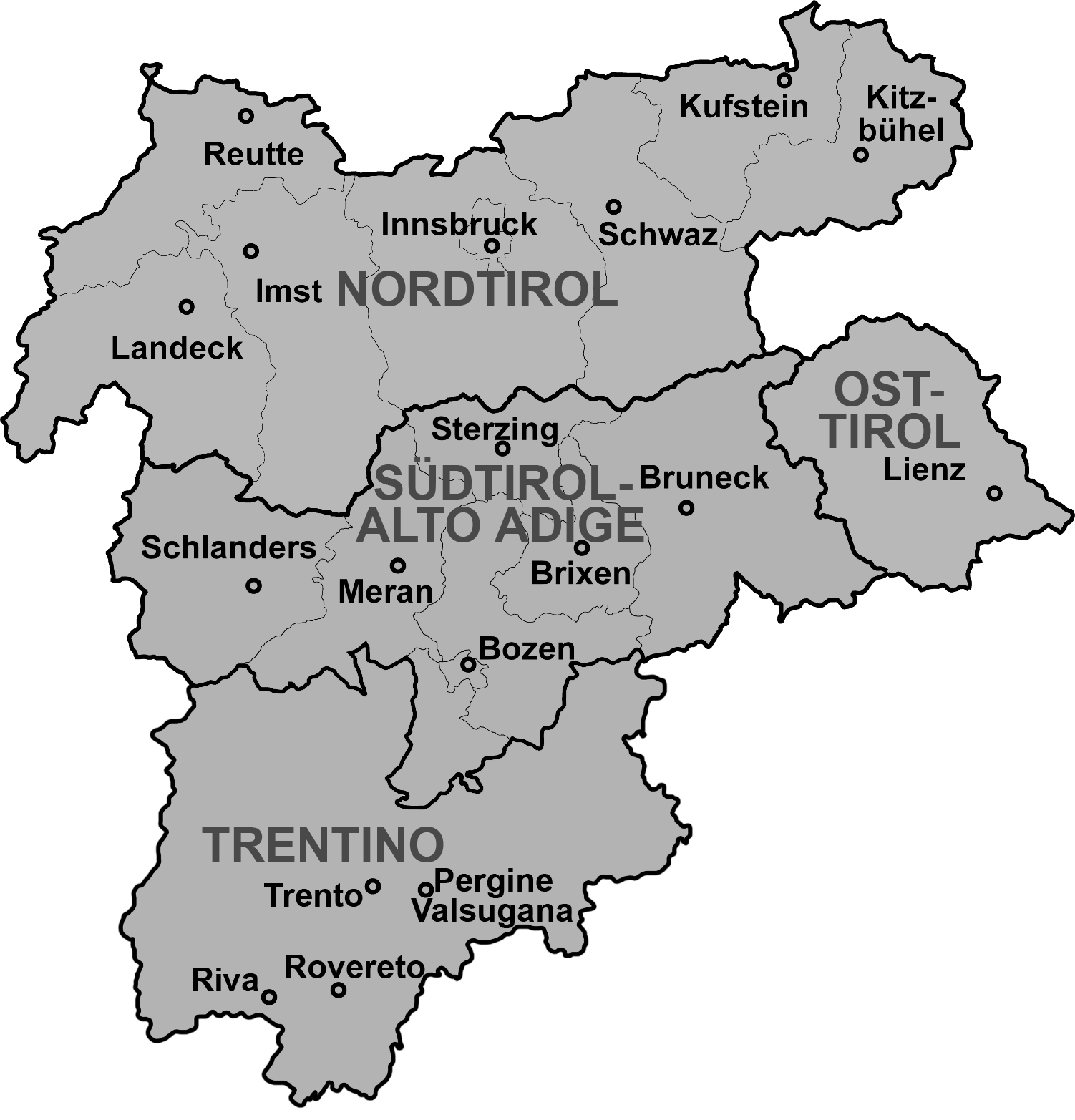
Die historische Region Tirol, welche die heutige Europaregion Tirol–Südtirol–Trentino darstellt

Die heutige Region Tirol, ehemals Grafschaft im Habsburgerreich, wurde am Ende des Ersten Weltkrieges nach Untergang der Donaumonarchie Österreich-Ungarn zwischen Deutschösterreich und Italien aufgeteilt und gliedert sich in vier Teile:
- Nordtirol und Osttirol (der Bezirk Lienz) in der Republik Österreich bilden zusammen das Bundesland Tirol mit seiner Hauptstadt Innsbruck.
- Südtirol (Autonome Provinz Bozen) mit der Hauptstadt Bozen und das Trentino (Autonome Provinz Trient) mit der Hauptstadt Trient bilden zusammen die Region Trentino-Südtirol in Italien.

Heute begründen diese vier Landesteile die grenzüberschreitende Europaregion Tirol-Südtirol-Trentino.
Siehe auch die Abschnitte Geschichte Tirols bis 1918 und 1918 bis heute

## Geographie
Nordtirol umfasst das ganze Gebiet des historischen Tirol nördlich des Alpenhauptkammes, hauptsächlich das Inntal und seine Nebentäler, sowie das obere Tal des Lech sowie das Leukental und das Pillerseetal. 

Der Landesteil gliedert sich in die Regionen (Nordtiroler) Unterland östlich von Innsbruck, (Nordtiroler) Oberland westlich von Innsbruck sowie das Außerfern, wobei in jüngeren Jahren der Zentralraum als Innsbruck und Umgebung immer stärkere Eigenständigkeit gewinnt.
Nordtirol hat eine Fläche von 1.062.783,53 Hektar (etwa 10.628 km²), das sind circa 84 % oder 5⁄6 der Landesfläche des Bundeslandes, und 40 % der Fläche der Europaregion (des historischen Tirols). Nordtirol hat 728.649 Einwohner (Stand: 1. Jänner 2025; 2001: 623.100), das sind 93,7 % der Einwohner Tirols, also über 9⁄10, und 39 % (4⁄10) der 1,86 Mio. Tiroler und Trientiner (2001) beiderseits der Staatsgrenze.

### Nachbarregionen
| Allgäu     | Oberbayern                                  |            |
| Vorarlberg | Kompassrose, die auf Nachbargemeinden zeigt | Pinzgau    |
| Engadin    | Südtirol                                    | Osttirol ∗ |

∗ Der zweite Landesteil des Bundeslands Tirol, Osttirol, grenzt nicht an Nordtirol, weil sich das oberste Südtiroler Ahrntal dazwischenschiebt und an das Land Salzburg grenzt.

### Politische und administrative Gliederung
Politisch gliedert sich der Landesteil in folgende politische Bezirke (von Ost nach West, mit Gerichtsbezirken):
- Bezirk Kitzbühel (gleichzeitig Gerichtsbezirk)
- Bezirk Kufstein (mit den Gerichtsbezirken Kufstein und Rattenberg)
- Bezirk Schwaz (mit den Gerichtsbezirken Schwaz und Zell am Ziller)
- Bezirk Innsbruck-Land (mit den Gerichtsbezirken Innsbruck, der zusammen mit Innsbruck (Stadt) Sprengel des Bezirksgerichtes Innsbruck ist, Hall in Tirol und Telfs)
- Bezirk Innsbruck-Stadt (Statutarstadt Innsbruck, Gerichtsbezirk Innsbruck)
- Bezirk Imst (mit den Gerichtsbezirken Imst und Silz)
- Bezirk Landeck (gleichzeitig Gerichtsbezirk)
- Bezirk Reutte („Außerfern“, gleichzeitig Gerichtsbezirk Reutte)

Entsprechend den Großregionen auch die statistische Gliederung NUTS:AT mit AT331 Außerfern, AT332 Innsbruck, AT334 Tiroler Oberland und AT335 Tiroler Unterland.
Von den 277 Tiroler Gemeinden liegen 241, also 87 % in Nordtirol.

## Verkehr

### Straßen
Die Verkehrslage Nordtirols ist von mehreren wichtigen Transitrouten geprägt:
- Beherrschende Rolle spielt die Europastraße 45 (A 12 Inntal Autobahn und A 13 Brenner Autobahn) Kufstein – Brennerpass, als eine der vier wichtigsten Alpentransitrouten, die Nordtirol von Nordost nach Süd durchquert.
- Daneben ist die West-Ost-Achse, die im Unterinntal dieselbe Route hat, mit
  - S 16 Arlberg Schnellstraße (Arlbergtunnel) nach Bregenz und in die Schweiz (E 60),
  - im Osten auf der A 12 nach Kufstein und nach Deutschland bzw.
  - ab Wörgl auf der B 178 Loferer Straße über den Pass Strub (E 641 weiter über das kleine Deutsche Eck nach Salzburg bzw. über die B 311 Pinzgauer Straße Richtung Ennstal–Graz), letztere die wichtigste rein innerösterreichische Fernverbindung.
- Von großer landespolitischer Bedeutung ist die B 161 Pass-Thurn-Straße bei Kitzbühel, die über Mittersill mit der B 108 Felbertauern Straße und dem Felbertauerntunnel die innerösterreichische Verbindung nach Osttirol darstellt – seit dem Wegfall der Grenzkontrollen mit dem Schengen-Abkommen hat diese Verbindung aber gegenüber der Strecke über Italien (Brenner – A22 (Italien) – Staatsstraße 49 (SS49) – Drautal Straße B 100 (E 68 Pustertal – Drautal)) an Bedeutung verloren.
- Eine weitere wichtige Verbindung ist die B 179 Fernpassstraße, die das Außerfern anbindet, und eine vielgenutzte Urlaubsreiseroute der Deutschen (Anbindung deutsche A 7) ist.

Von minderer Bedeutung, primär touristisch, im Regional- und im kleinen Grenzverkehr, sind
- die Passübergänge Außerfern – Warth – Hochtannberg – Bregenzerwald (L 200 Bregenzerwaldstraße),
- die B 188 Silvrettastraße vom Paznaun über das Verwall (Bieler Höhe) in den Montafon,
- der Reschenpass in den Vinschgau (B 180 Reschen Straße – Staatsstraße 40 (SS40)),
- die B 165 Gerlos Alpenstraße in den Oberpinzgau,
- der Grießenpass vom Leukental bei St. Johann nach Saalfelden (B 164 Hochkönig Straße),
- der Achenpass vom Achental nach Bad Tölz (B 181 Achenseestraße –  deutsche B 307), und
- der Seefelder Sattel nach Mittenwald (B 177 Seefelder Straße – deutsche B 2),
- sowie die Talpässe
  - an der Loisach nach Garmisch-Partenkirchen (B 187 Ehrwalder Straße – deutsche B 23), und
  - an der Großache bei Kössen nach Marquartstein (B 176 Kössener Straße – deutsche B 307) und Reit im Winkl (B 172 Walchseestraße – Deutsche Alpenstraße), und
- der Finstermünzpass nach Nauders.

### Eisenbahnen
Den Straßenrouten entsprechend verlaufen parallel:
- die Westbahn mit Großes Deutsches Eck – Kufstein – Innsbruck bzw. Salzburg-Tiroler-Bahn Zell am See – Wörgl und Arlbergbahn Innsbruck – Bludenz
- die Brennerbahn Innsbruck – Brenner und weiter
- die Mittenwaldbahn Innsbruck – Mittenwald – Garmisch-Partenkirchen und weiter
- die Außerfernbahn Garmisch-Partenkirchen – Reutte in Tirol – Pfronten und weiter

### Flughafen
Einzig bedeutender Flughafen ist der Flughafen Innsbruck-Kranebitten, der aufgrund seiner inneralpinen Lage nur für Städteflüge genügt, derzeit aber doch im Liniendienst neben Wien auch Destinationen wie London, Amsterdam, Riga, Brüssel, Hamburg, Kopenhagen, Helsinki oder Antwerpen anbietet.